# Akkışla
Akkışla là một huyện thuộc tỉnh Kayseri, Thổ Nhĩ Kỳ. Huyện có diện tích 546 km² và dân số thời điểm năm 2007 là 8627 người, mật độ 16 người/km².